# الشراقي (عمد)

تعديل مصدري - تعديل

الشراقي هي إحدى قرى  بمديرية عمد التابعة لمحافظة حضرموت، بلغ تعداد سكانها 212 نسمة حسب تعداد اليمن لعام 2004.